# Aero A-300
Aero A-300 byl československý prototyp moderního bombardéru, který byl vyvíjen od roku 1936. Skutečný prototyp vzlétl až na jaře roku 1938, jelikož však měl problémy se zatahovacím podvozkem, nemohl být předán Ministerstvu národní obrany dříve než koncem léta 1938. Po okupaci ho ukořistili Němci, kteří převezli prototyp do Brém, kde jeho moderní sestavení a prvky zkoumali konstruktéři firmy Focke-Wulf.

## Vývoj

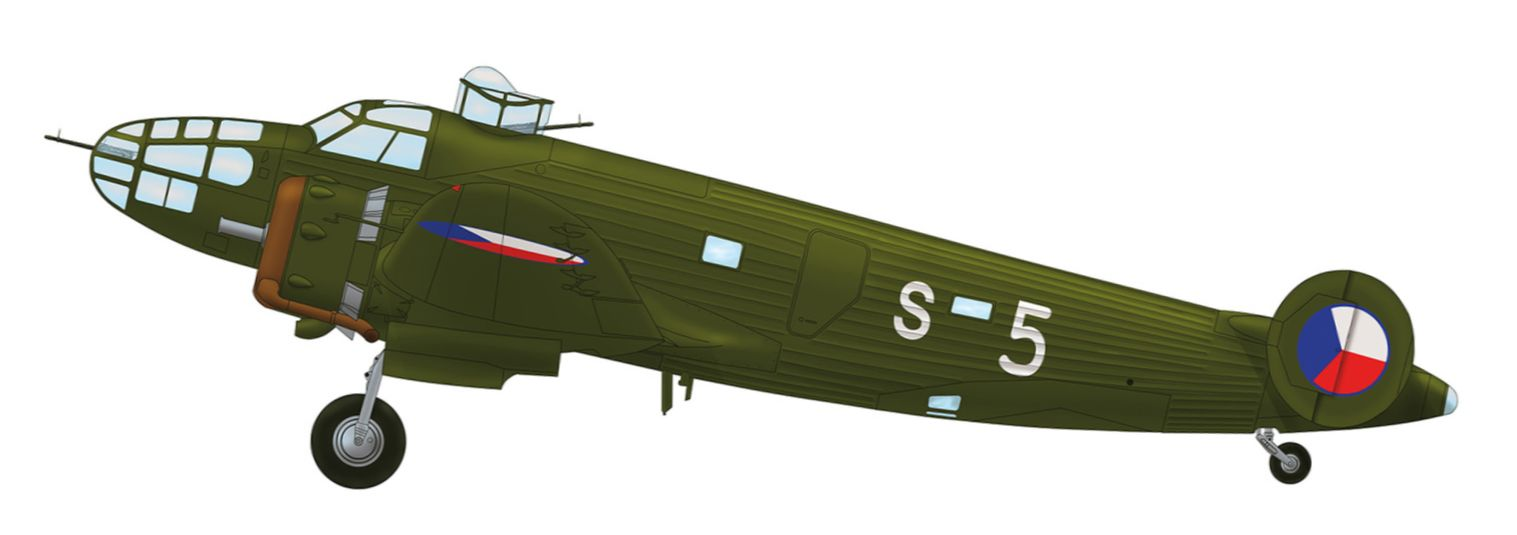
Prototyp A-300.1 během druhého období zkoušek ve VTLÚ, léto 1938

V lednu 1936 Ministerstvo národní obrany (MNO) vydalo na základě programu modernizace československého letectva požadavky na vícemístný lehký denní a noční bombardovací letoun (tzv. typ IV), které rozeslalo československým leteckým továrnám pod č. 23-302 dův. II / 3.36. Tento program byl později zakotven v článku 5 směrnice č. 644 dův. hlavního štábu z roku 1937.
Firma Aero, továrna letadel, dr. Kabeš, Praha-Vysočany 21. května 1936 předložila MNO projekt bombardovacího a průzkumného letounu A.206, který vycházel z dopravního letadla Aero A-204. Avšak spíše se jednalo o víceúčelový letoun mezi typem III (třímístným pozorovacím) a typem IV. Přepracováním tohoto projektu vznikl návrh A-300, představený MNO 10. července 1936, který již téměř splňoval všechny požadavky na typ IV. Objednávku č.3.625/V na prototyp obdrželo Aero 3. srpna 1937 společně s technickou specifikací. Konstrukce bombardéru měla být smíšená. Pohánět jej zprvu měly hvězdicové motory Bristol Mercury a následně motory Walter Merkur IX, jejichž licenční výrobu připravovala továrna Walter. To byla jedna ze zadávacích podmínek specifikace. Při výrobě měl být upřednostňován domácí materiál; dovážený se měl použít pouze v případě, že by neexistoval československý ekvivalent. Změnami procházely požadavky armády na typ kulometné výzbroje a pumové závěsníky. V průběhu vývoje došlo v tomto směru k významným změnám, které byly způsobeny nevysvětlitelnou změnou názorů MNO na způsob zavěšení bomb, typu kulometů apod.
Konstruktéři Aera vypracovali několik tvarových variant trupu i nosných a ocasních ploch, ze kterých vybírali nejvhodnější. Pro aerodynamická měření v tunelu Vojenského technického a leteckého ústavu (VTLÚ) vznikl dřevěný model v měřítku 1 : 18,5. Od léta 1937 společně s měřeními probíhala stavba prototypu, která se pro různé komplikace protahovala. Především se jednalo o problémy se zatahovacím podvozkem Pantof. Původní termín předání prototypu MNO do 31. ledna 1938 musel být dvakrát prodloužen: do 31. března a následně do 30. června 1938.
Prototyp byl 20. dubna 1938 přesunut na letiště k prvnímu letu, avšak kvůli přetrvávajícím problémům probíhalo tovární zalétávání prototypu s náhradním, pevným podvozkem. Prototyp byl zalétán zkušebním pilotem továrny Aero Karlem Vaňkem. Během zkoušek se projevily některé nedostatky a došlo k úpravám ocasních ploch. V červenci se do zkoušek zapojili i letci VTLÚ a 26. července bylo ukončeno komisionální posuzování A-300.1 a bylo navrženo jeho předání VTLÚ, které se uskutečnilo 4. srpna již s vojenským označením S-5. Předběžný posudek vydaný ústavem 5. září vyšel pro prototyp poměrně kladně. Celkově letoun vykazoval velmi dobré letové vlastnosti. Na střelnici v Malackách se 19. a 20. září zkoušely palubní zbraně.
Výzbrojní komise MNO 9. listopadu 1938 jednomyslně doporučila zavést A-300 do výzbroje, neboť ze zkoušek byly jasné vysoké kvality stroje. Vysoká rychlost, snadná ovladatelnost a dobré letové vlastnosti spolu s nízkou výrobní náročností byly nejlepším doporučením k zavedení do výzbroje československého letectva.
Ještě v roce 1938 započala stavba dvou dalších prototypů a počítalo se se stavbou patnácti kusů počáteční série. Tyto prototypy a ověřovací série s vojenským označením B-72 měly být osazeny motory Walter Merkur IX, to by znamenalo vyrobit přes 30 motorů. Kolik z tohoto počtu jich bylo vyrobeno, z podkladů továrny Walter známo není.
Typ byl také odtajněn a bylo možné jej nabízet do zahraničí. Již v září 1937 projevilo Řecko zájem o udělení licence. O dokumentaci požádal také vojenský atašé USA. Avšak dny okleštěného Česko-Slovenska se chýlily ke konci, a proto tato vyjednávání o využití letounu byla ukončena. Když byl do prototypu S 5 konečně instalován původně navržený zatahovací podvozek, letoun již přebírali Němci.

## Popis letounu

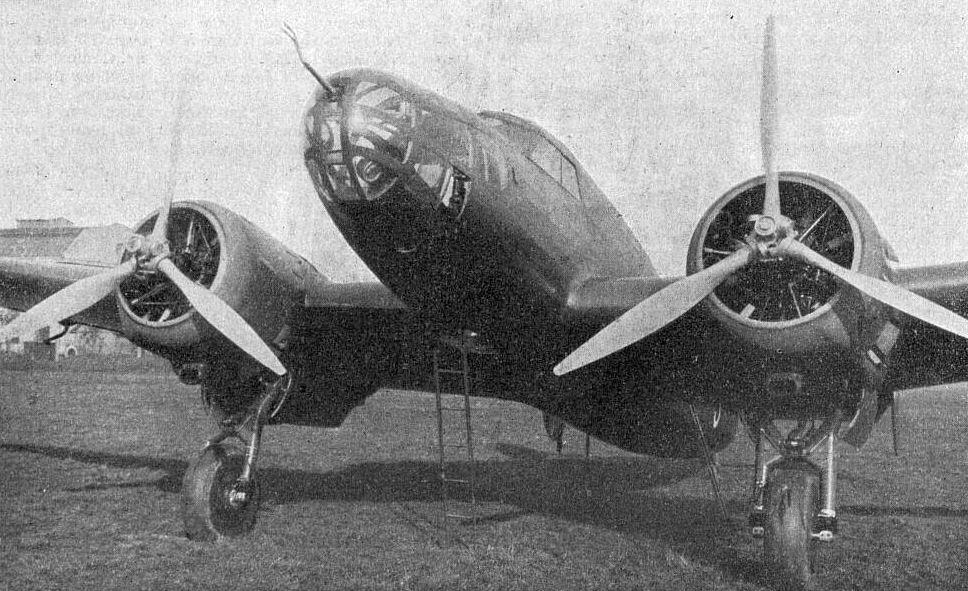
Aero A-300, prototyp (Letectví, listopad 1938)

A-300 byl čtyřmístný dvoumotorový dolnoplošný bombardér se zatahovacím podvozkem a uzavřenými prostory osádky průhledným krytem. Konstrukce letounu vycházela z požadavku pro trojí různé použití. První varianta byla bombardovací s doletem 900 km a pumami o hmotnosti 500 nebo 1000 kg. Druhá byla rovněž bombardovací s doletem 1400 km a 900 kg pum. Třetí měla být průzkumná s doletem 1800 nebo 2200 km.
Kostra oválného trupu byla svařena z ocelových trubek, k ní byla připevněna tvarovaná karoserie z duralových profilů a dřevěných lišt. Větší část trupu byla potažena plátnem, pouze příď až po horní střeleckou věž, kolem spodního střeliště, pumovnice a aerodynamické přechody mezi trupem a křídlem byly potaženy duralovým plechem. Samonosné křídlo lichoběžníkového tvaru mělo celodřevěnou konstrukci s nosným potahem z bakelizované překližky. Ocasní plochy měly celokovovou kostru; stabilizátor a obě kýlovky měly duralový potah; pohyblivé části byly potaženy plátnem. Robustní podvozek byl za letu ukryt v motorových gondolách, kam se sklápěl směrem dozadu. Záďový podvozek byl pevný.
Letoun byl poháněn dvěma vzduchem chlazenými hvězdicovými devítiválcovými motory Bristol Mercury IX o výkonu 610 kW (830 k), které poháněly za letu stavitelné (do dvou poloh) kovové třílisté vrtule De Havilland-Hamilton Standard o průměru 3,28 m. Spouštění motoru obstarávaly mechanické startéry Eclipse-Rotax.
Výzbroj tvořily tři kulomety vz. 30 ráže 7,92 mm, původem z České zbrojovky Uherský Brod s celkovou zásobou 1100 nábojů. Po jednom byly umístěny v přídi, ve hřbetní otočné, výsuvné věži a ve spodním střelišti. Pumy do celkové hmotnosti 1000 kg mohly být zavěšeny v pumovnici v trupu. Letoun byl vybaven dvěma radiostanicemi: krátkovlnnou, dlouhovlnnou vz. 36 a pomocnou krátkovlnnou vz. 35.

## Operační nasazení
Od léta 1938 do března 1939 byl letoun zkoušen československým letectvem prostřednictvím VTLÚ. Po vytvoření Protektorátu Čechy a Morava v březnu 1939 padl Němcům do rukou prototyp a dva rozestavěné stroje. Tím vlastně projekt A-300 skončil. Prototyp A-300.1 se nacházel mezi letadly, které si v březnu 1939 ve VTLÚ prohlédl generál Ernst Udet. Následně byl zabavený prototyp označen německými výsostnými znaky a potom byl zkoušen u společnosti Focke-Wulf v Brémách, kde po něm stopy mizí. Údajně s ním havaroval německý pilot při nepodařeném přistání na továrním letišti v Brémách. Další dva rozpracované prototypy již nebyl dokončeny.

## Specifikace

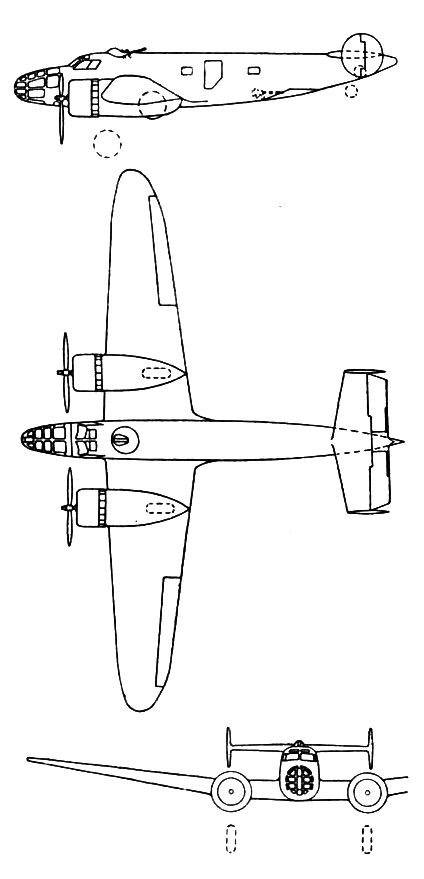
Aero A-300, skica z února 1939

Údaje dle

### Technické údaje
- Posádka: 4
- Rozpětí: 19,05 m
- Délka: 13,50 m
- Výška: 3,80 m
- Nosná plocha: 45,50 m²
- Prázdná hmotnost: 4 337 kg
- Max. vzletová hmotnost: 6 040 kg
- Pohonná jednotka: 2× hvězdicový motor Bristol Mercury IX
- Výkon pohonné jednotky: každý 610 kW (830 k) při 2750 ot/min ve výši 4 400 m
- Vrtule: stavitelná, třílistá, kovová Hamilton

### Výkony
- Cestovní rychlost: 430 km/h v 5 960 m
- Maximální rychlost: 456 km/h v 5 960 m
- Dolet: 2 200 km
- Dostup: 9 400 m
- Stoupavost: do 4 000 m 7 min (9,5 m/s)

### Výzbroj
- 1× 7,92mm pohyblivý kulomet vz. 30 v přídi 300 nábojů
- 1× 7,92mm kulomet vz. 30 ve výsuvné věžičce na hřbetě trupu, 400 nábojů
- 1× 7,92mm pohyblivý kulomet vz. 30 ve spodním střelišti pod trupem, 400 nábojů
- až 1000 kg pum v pumovnici